# Tête des Muets
La tête des Muets est un sommet de France situé dans les Alpes, en Haute-Savoie. Avec 2 075 mètres d'altitude, il domine la vallée de l'Arve, notamment Magland, à l'est et Le Reposoir à l'ouest. Il se trouve au centre de la chaîne du Reposoir, l'extrémité septentrionale de la chaîne des Aravis, au sud-ouest de la tête de la Sallaz et au nord de la pointe du Château dont elle est séparée par la Gueule à Vent, un petit col à 2 014 mètres d'altitude emprunté par le GR 96. La tête de Brion, une petite antécime culminant à 1 874 mètres d'altitude, se trouve sous le sommet de la tête des Muets, sur son flanc occidental.

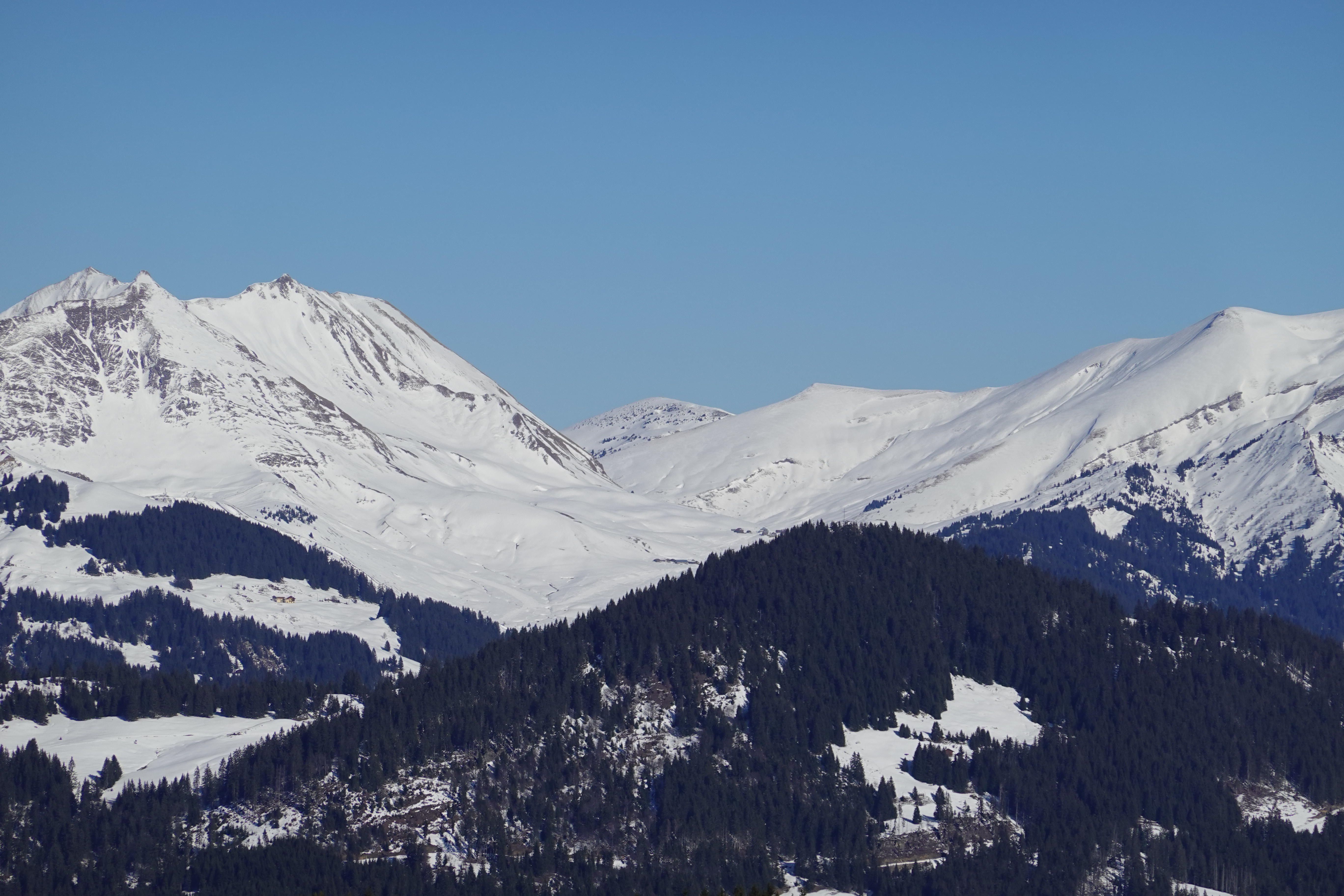
Vue de la tête des Muets, au centre dans le lointain, depuis le plateau de Beauregard au sud par-delà le col des Annes.